# Freddie Francis
Freddie Francis (ur. 22 grudnia 1917 w Londynie, zm. 17 marca 2007 w Isleworth) – brytyjski operator oraz reżyser filmowy. Dwukrotny laureat Oscara.

## Filmografia
jako reżyser 37 filmów:

- Two and Two Make Six (1962)
- The Brain (1962)
- Dzień tryfidów (1963)
- Paranoiac (1963)
- Nightmare (1964)
- Zło Frankensteina (1964)
- Das Verrätertor (1964)
- Gabinet Grozy doktora Zgrozy (1965)
- Histeria (1965)
- Czaszka (1965)
- The Psychopath (1966)
- The Deadly Bees (1966)
- They Came from Beyond Space (1967)
- Torture Garden (1967)
- Podróże detektywa (1967-68: 4 odcinki serialu TV)
- Święty (1967-69: 2 odcinki serialu TV)
- Powrót Drakuli (1968)
- The Intrepid Mr. Twigg (1968, krótkometrażowy: 36')
- The Champions (1969: 1 odcinek serialu TV)
- Mumsy, Nanny, Sonny & Girly (1970)
- Trog (1970)
- Gebissen wird nur nachts - das Happening der Vampire (1971)
- Opowieści z krypty (1972)
- The Creeping Flesh (1973)
- Son of Dracula (1973)
- Różne drogi szaleństwa (1973)
- Czarny Królewicz (1973-74: 4 odcinki serialu TV)
- Szaleństwo (1974)
- CBS Children's Film Festival (1974: 1 odcinek serialu TV)
- Legend of the Werewolf (1975)
- The Ghoul (1975)
- Star Maidens (1976: 5 odcinków serialu TV)
- Złote rendez-vous (1977)
- Sherlock Holmes i doktor Watson (1979: 4 odcinki serialu TV)
- Doktor i diabły (1985)
- Mroczna wieża (1989)
- Opowieści z krypty (1996: 1 odcinek serialu TV)

jako autor zdjęć 60 produkcji filmowych:

- Cotton Queen (1937), reż. Bernard Vorhaus, Joe Rock
- The New Lot (1943), reż. Carol Reed
- Read All About It (1945), reż. Roy Ward Baker
- The Macomber Affair (1947), reż. Zoltan Korda
- Mine Own Executioner (1947), reż. Anthony Kimmins
- Nightbeat (1947), reż. Harold Huth
- The Small Back Room (1949), reż. Michael Powell, Emeric Pressburger
- The Elusive Pimpernel (1949), reż. Michael Powell, Emeric Pressburger
- Golden Salamander (1950), reż. Ronald Neame
- Dzikie serce (1950), reż. Michael Powell, Emeric Pressburger
- Opowieści Hoffmanna (1951), reż. Michael Powell, Emeric Pressburger
- Wykolejeniec (1951), reż. Carol Reed
- Angels One Five (1952), reż. George More O'Ferrall
- 24 godziny z życia kobiety (1952), reż. Victor Saville
- Moulin Rouge (1952), reż. John Huston
- Twice Upon a Time (1953), reż. Emeric Pressburger
- Pobij diabła (1953), reż. John Huston
- Pan Ripois (1954), reż. René Clément
- The Sorcerer's Apprentice (1955), reż. Michael Powell
- Moby Dick (1956), reż. John Huston
- A Hill in Korea (1956), reż. Julian Amyes
- Czas bez litości (1957), reż. Joseph Losey
- The Scamp (1957), reż. Wolf Rilla
- Next to No Time (1958), reż. Henry Cornelius
- Virgin Island (1958), reż. Pat Jackson
- Miejsce na górze (1959), reż. Jack Clayton
- Miłość i gniew (1959), reż. Tony Richardson
- Synowie i kochankowie (1960), reż. Jack Cardiff
- Z soboty na niedzielę (1960), reż. Karel Reisz
- Wojna płci (1960), reż. Charles Crichton
- Never Take Sweets from a Stranger (1960), reż. Cyril Frankel
- W kleszczach lęku (1961), reż. Jack Clayton
- Disneyland (1961: 1 odcinek serialu TV)
- Noc musi nadejść (1964), reż. Karel Reisz
- Człowiek słoń (1980), reż. David Lynch
- Kochanica Francuza (1981), reż, Karel Reisz
- Pieśń kata (1982), reż. Lawrence Schiller
- Człowiek zagadka (1984), reż, Terence Young
- Diuna (1984), reż. David Lynch
- Memed My Hawk (1984), reż. Peter Ustinov
- Powrót do Krainy Oz (1985), reż. Walter Murch
- Kryptonim „Szmaragd” (1985), reż. Jonathan Sanger
- Serce Clary (1988), reż. Robert Mulligan
- Chwała (1989), reż. Edward Zwick
- Jej alibi (1989), reż. Bruce Beresford
- Brenda Starr (1989), reż. Robert Ellis Miller
- Peter Cushing: A One-Way Ticket to Hollywood (1989: dokument/film TV)
- Zabić Hitlera (1990), reż. Lawrence Schiller
- Przylądek strachu (1991), reż. Martin Scorsese
- Człowiek z księżyca (1991), reż. Robert Mulligan
- Więzy przyjaźni (1992), reż. Robert Mandel
- Jimmy Nail: Beautiful (1992: krótkometrażowy film video)
- Szalone życie (1993), reż. Gregory Mosher
- Calliope (1994: krótkometrażowy)
- Księżniczka Caraboo (1994), reż. Michael Austin
- Rainbow (1995), reż. Bob Hoskins
- The Nail File: The Best of Jimmy Nail Video Collection (1997: film video)
- All Saints: Never Ever (1997: krótkometrażowy film video)
- Prosta historia (1999), reż. David Lynch
- Ghosthunter (2000: krótkometrażowy)

## Wybrane nagrody i nominacje
- 1961 – Oscar w kategorii: najlepsze zdjęcia do filmu czarno-białego za Synowie i kochankowie
- 1981 – nominacja do Nagrody BAFTA w kategorii: najlepsze zdjęcia za Człowiek słoń
- 1982 – nominacja do Nagrody BAFTA w kategorii: najlepsze zdjęcia za Kochanica Francuza
- 1990 – Oscar w kategorii: najlepsze zdjęcia za Chwała
- 1991 – nominacja do Nagrody BAFTA w kategorii: najlepsze zdjęcia za Chwała
- 1993 – nominacja do Nagrody BAFTA w kategorii: najlepsze zdjęcia za Przylądek strachu
- 2002 - Nagroda za całokształt twórczości operatorskiej na festiwalu Camerimage[1]